# Eliseo Arredondo
Eliseo Arredondo de la Garza (Nava, Coahuila; 5 de mayo de 1870 - Ciudad de México, Distrito Federal, 18 de octubre de 1923) fue un abogado, político y diplomático mexicano que fue gobernador interino de Coahuila y Secretario de Gobernación en el gabinete de Venustiano Carranza.

## Inicios
Nació en Nava, Coahuila, el 5 de mayo de 1870, siendo el tercero de lo 6 hijos de Juan Arredondo Villarreal y de María Inés de la Garza Garza, hermana de María de Jesús de la Garza Garza, y por lo tanto, Eliseo Arredondo fue primo hermano del presidente Venustiano Carranza.
Realizó sus estudios primarios en Cuatrociénegas y después en el Ateneo Fuente de Saltillo, donde cursó la preparatoria. Estudió derecho en la Escuela Nacional de Jurisprudencia, donde obtuvo el título de abogado en 1900. Después ejerció su profesión en la Ciudad de México al lado del jurista Jacinto Pallares y posteriormente fue nombrado juez de distrito en Piedras Negras, Coahuila y en la ciudad de Durango.

## Revolución
En 1911 Venustiano Carranza, entonces gobernador de Coahuila, nombró a Arredondo secretario general de gobierno del estado, y ese mismo año fue nombrado diputado por Coahuila a la XXVI Legislatura federal, y en 1913 ocupó un curul en el Congreso Local.
A raíz del golpe de Estado que encabezó Victoriano Huerta, y estando presos el presidente Madero y el vicepresidente Pino Suárez, Carranza envió a Arredondo a negociar con el general José María Mier el retiro de las fuerzas federales de Piedras Negras. El objetivo de esta negociación era evitar un choque armado entre fuerzas huertistas y tropas maderistas que pudiera preipitar el estallido de la guerra civil. 
Después de los asesinatos de Madero y Pino Suárez, Arredondo quedó encargado de negociar, ahora con Huerta, y ganar tiempo para la sublevación. Poco después, al ser designado Venustiano Carranza jefe máximo de la Revolución, fue comisionado para invitar en su nombre al general Jerónimo Treviño a sustituirlo en el cargo; también conferenció con el general José María Mier proponiéndole que se adhiriera a la revolución constitucionalista.
En 1915 comunicó a Carranza el reconocimiento tácito de los Estados Unidos a su gobierno, mismo que había conseguido en su función de agente confidencial en Washington; también consiguió el reconocimiento de Argentina, Brasil y Chile. Al triunfo de la revolución constitucionalista, Arredondo fue nombrado Secretario de Gobernación, cargo que ocupó de agosto a noviembre de 1914. Fue representante de México en España, siendo cesado del cargo por Cándido Aguilar, entonces Secretario de Relaciones Exteriores.
Eliseo Arredondo de la Garza falleció el 18 de octubre de 1923, en la Ciudad de México.

## Familia
Eliseo Arredondo contrajo matrimonio con María Emery, con quien tuvo tres hijos: Raúl, Eliseo y Efrén. El mayor, Raúl Arredondo Emery, fue impulsor del uso del cemento en la construcción y fue fundador y presidente de la Cámara Nacional de la Industria del Cemento, siendo sucedido por su hijo, el arquitecto Raúl Arredondo González (nieto de Eliseo).
Eliseo Arredondo fue primo hermano, por vía materna, del presidente Venustiano Carranza.

## Galería

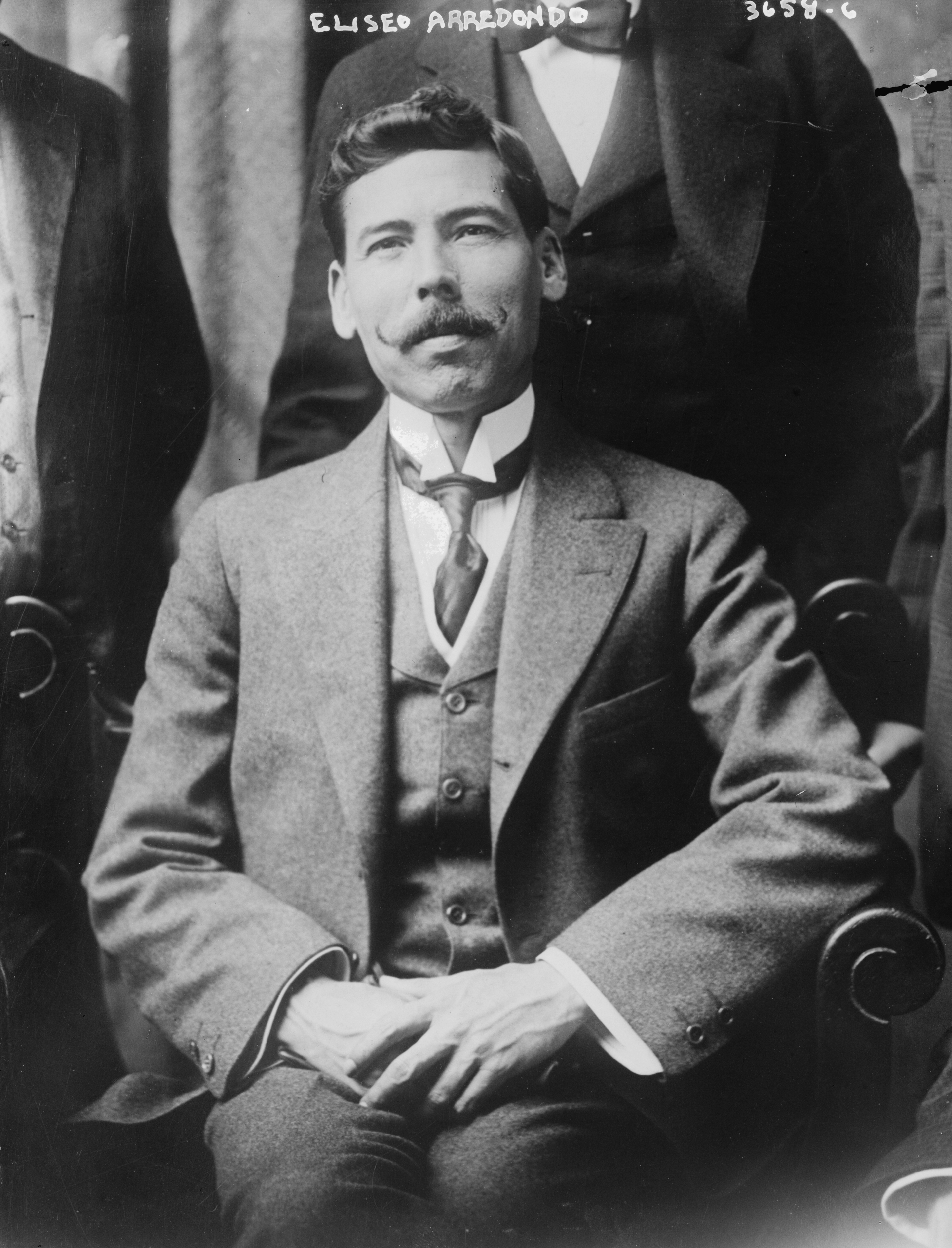
Eliseo Arredondo
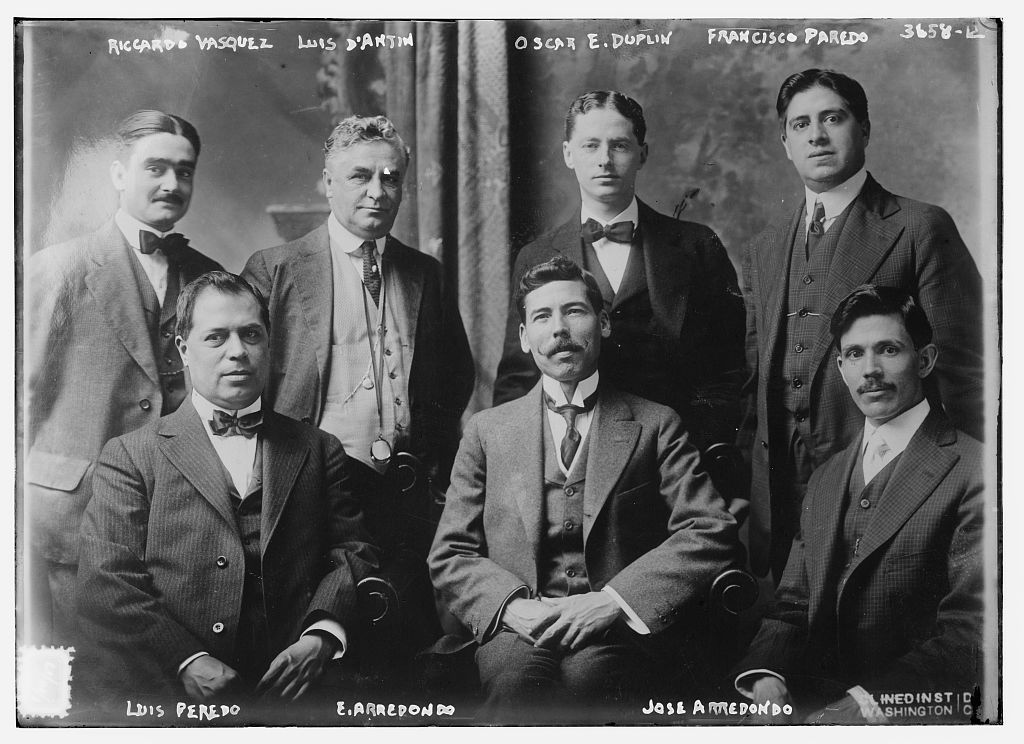
Ricardo Vasquez, Eliseo Arredondo, Jose Arredondo, Oscar E. Duplin, Francesco Paredo y Luis Paredo en 1915
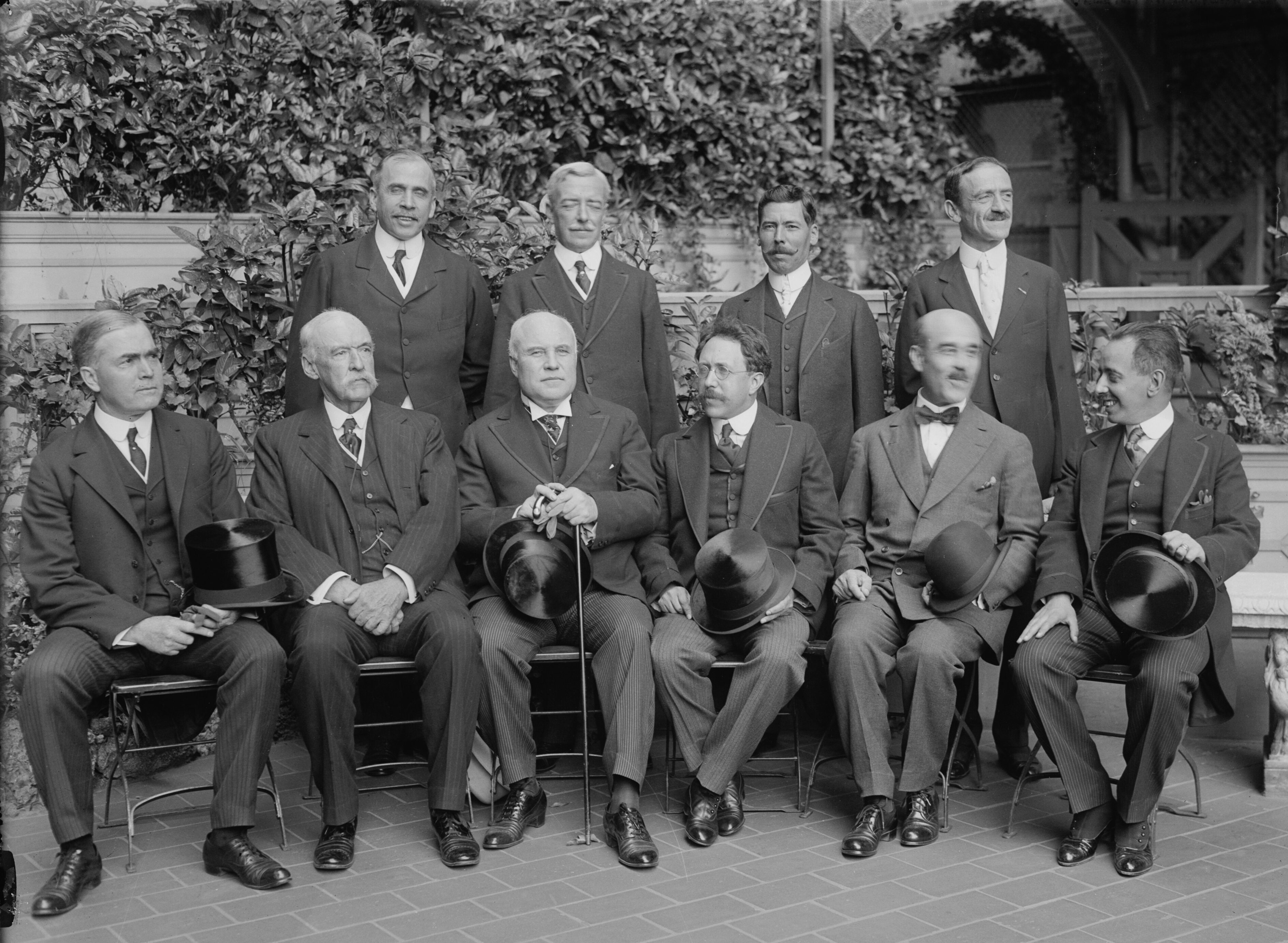
La comisión de Los Estados Unidos - México. De pie, de izquierda a derecha: Stephen Bonsal, Agregado del Departamento de Estado y Asesor de la Comisión de América; Secretario de Estado Americano Robert Lansing; Eliseo Arredondo, el embajador de México, y L. S. Rowe, el Secretario de la Comisión Americana. Sentados de izquierda a derecha son: John Raleigh Mott de la ciudad de Nueva York; el juez George Gray, de Wilmington, Delaware; el Secretario del Interior Franklin Knight Lane; Luis Cabrera Lobato, presidente de la delegación mexicana, y el secretario de Hacienda de México, Alberto J. Pani, Presidente de los Ferrocarriles Nacionales de México e Ignacio Bonillas, Ministro de Comunicaciones y Obras Públicas. La imagen fue tomada en el Hotel Biltmore de la ciudad de Nueva York el 9 de septiembre de 1916.
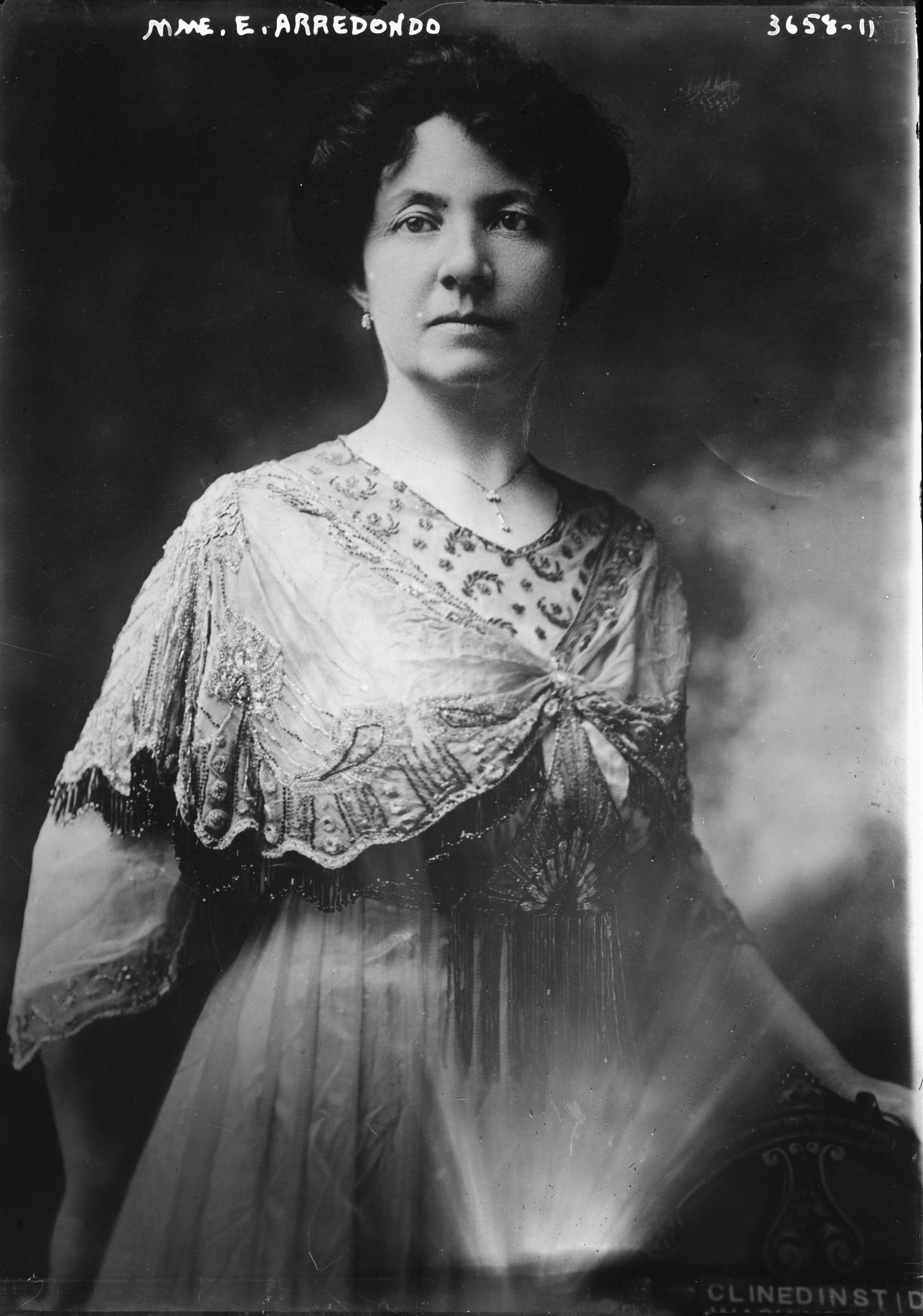
María Emery